# Edward Geerts
Cornelius Joannes Eduard (Edward) Geerts (Terhagen, 17 november 1886 – Kontich, 1 april 1965) was een Belgisch arts en politicus voor het Katholiek Verbond van België en vervolgens de CVP. 

## Levensloop
Tijdens de Eerste Wereldoorlog was hij leger- en frontarts.
In 1936 volgde hij Frans De Coninck op als burgemeester van Kontich, een mandaat dat hij zou uitoefenen tot de gemeenteraadsverkiezingen van 1938. Hij werd in deze hoedanigheid opgevolgd door Albert Apers (LP). Op 7 april 1941 volgde hij schepen Cauterman op, die op 25 maart van dat omwille van de ouderdomsverordening (Überalterungsverordnung) ontslag diende te nemen. In principe was deze taak aan J.B. Thys voorbehouden, als op dat moment oudste in dienst zijnde gemeenteraadslid. Deze had de taak (net als bij de vervanging van Van Fraeyenhoven in januari 1941) evenwel omwille van 'tijdsgebrek en drukke bezigheden' afgewezen. Deze functie oefende hij uit tot de aanstelling door secretaris-generaal van het Ministerie van Binnenlandse Zaken en Volksgezondheid Gérard Romsée van A. Maes als oorlogsschepen.
Tijdens de Tweede Wereldoorlog fungeerde zijn vrouw Anna Tobback als meter van een joods meisje wier moeder door de nazi's was opgepakt tijdens een razzia te Antwerpen en vanuit de Dossinkazerne met transport VII naar Auschwitz was gedeporteerd. Het meisje overleefde – evenals haar zus die was ondergebracht in het internaat van de Zusters van Altena te Kontich – alzo de Duitse endlösung op de Joden. Na de oorlog vonden beide meisjes elkaar terug, hun moeder bleek echter vrijwel onmiddellijk na haar aankomst in Auschwitz vermoord te zijn. Ook hun vader, die begin oktober 1942 was opgepakt en met transport XVII naar Auschwitz was gedeporteerd, was door de nazi's omgebracht.
Na het overlijden van zijn opvolger Albert Apers tijdens de Tweede Wereldoorlog werd deze opgevolgd door de oorlogsburgemeester Jozef Tolleneer (VNV), aangesteld door Gérard Romsée. Nadat op 4 september 1944 de laatste Duitse soldaten Kontich verlieten vond een officieuze gemeenteraadszitting plaats. Geerts trad daarbij op als dienstdoend burgemeester, bijgestaan door waarnemend schepenen P.J. Van Fraeyenhoven en Louis Hellemans. Na de bevrijding werd Geerts gemandateerd als waarnemend burgemeester en na de gemeenteraadsverkiezingen van 24 november 1946 werd hij aangesteld als burgemeester van de gemeente, een functie die hij zou uitoefenen tot de stembusgang van 11 oktober 1964 toen hij opgevolgd werd door Frans Van Roy.
Hij kreeg een laatste rustplaats op de begraafplaats van Kontich.